# Monceau-sur-Oise
 Monceau-sur-Oise  là một xã ở tỉnh Aisne, vùng Hauts-de-France thuộc miền bắc nước Pháp.